# بریدال ویل (اورگن)
بریدال ویل (به انگلیسی: Bridal Veil) یک منطقهٔ مسکونی در ایالات متحده آمریکا است که در شهرستان مولتنومه، اورگن واقع شده‌است.